# Премії та нагороди з економіки

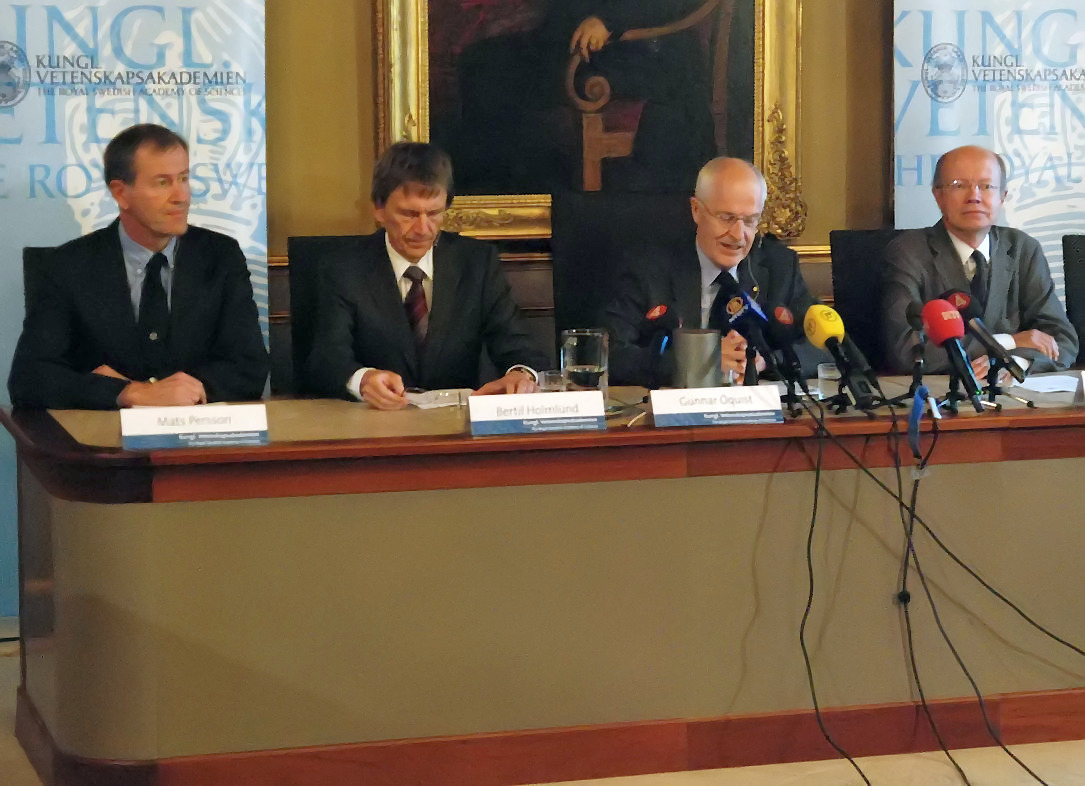
Оголошення Нобелівської премії з економічних наук 2008

Цей перелік економічних нагород та премій є покажчиком статей про визначні нагороди в галузі економіки. Список організовано за регіонами та країнами організації -спонсора, але нагороди можуть бути вручені економістам з інших країн.

## Загальні

### Америка
| Країна          | Нагорода                                              | Спонсор                                                     | Опис |
| --------------- | ----------------------------------------------------- | ----------------------------------------------------------- | --- |
| Сполучені Штати | Премія Адама Сміта                                    | Національна асоціація економіки бізнесу                     | Видатні економісти та політики, які зробили внесок у економіку бізнесу                                                                      |
| Сполучені Штати | Братівська премія                                     | Brattle Group                                               | Автори з найкращими науковими роботами в галузі корпоративних фінансів, опублікованими у The Journal of Finance                             |
| Сполучені Штати | Наукова премія Ілейн Беннетт                          | Американська економічна асоціація                           | Видатні дослідження в будь -якій галузі економіки, проведені жінкою не більше ніж на сім років після її кандидатської дисертації.           |
| Сполучені Штати | Премія Ервіна Плейна Неммерса в галузі економіки      | Північно -західний університет                              | Великий внесок у нові знання або розробку значних нових методів аналізу у відповідних дисциплінах.                                          |
| Сполучені Штати | Премія Fama-DFA                                       | Журнал фінансової економіки                                 | Автори з найкращими ринками капіталу та дослідженням цін на активи опубліковані в журналі фінансової економіки                              |
| Сполучені Штати | Чорна премія Фішера                                   | Американська фінансова асоціація                            | Молодий вчений -фінансист за роботу, яка демонструє значні оригінальні дослідження, які мають відношення до фінансової практики             |
| Сполучені Штати | Медаль Фріша                                          | Економетричне товариство                                    | Емпіричні або теоретичні прикладні дослідження, опубліковані в Econometrica                                                                 |
| Сполучені Штати | Премія Джейкоба Мінсера                               | Товариство економістів праці                                | Довічний внесок у галузь економіки праці |
| Сполучені Штати | Премія Йенсена                                        | Журнал фінансової економіки                                 | Найкращі науково -дослідницькі роботи з питань корпоративних фінансів та організацій, опубліковані у журналі Journal of Financial Economics |
| Сполучені Штати | Медаль Джона Бейтса Кларка                            | Американська економічна асоціація                           | Американський економіст у віці до сорока років, який, як вважається, зробив значний внесок у економічну думку та знання                     |
| Сполучені Штати | Премія Леонтьєва                                      | Інститут глобального розвитку та навколишнього середовища   | Видатний внесок в економічну теорію, що стосується сучасних реалій та підтримує справедливе та стійке суспільство                           |
| Сполучені Штати | Премія Стівена А. Росса в галузі фінансової економіки | Фонд вдосконалення досліджень у галузі фінансової економіки | Найважливіші та найвпливовіші оригінальні дослідження для розуміння основ фінансової економіки, опубліковані за останні 15 років            |
| Сполучені Штати | Дослідницька стипендія Слоана                         | Фонд Альфреда П. Слоана                                     | Надавати підтримку та визнання науковцям та науковцям на початку кар’єри                                                                    |
| Сполучені Штати | Премія Сміта Брідена                                  | Журнал фінансів                                             | Найкращі науково -дослідницькі роботи з фінансів, опубліковані в Журналі фінансів у будь -якій сфері, крім корпоративних фінансів           |
| Сполучені Штати | Премія Вільяма Шарпа                                  | Фонд сім’ї Ліценберґера тощо.                               | Автор наукової статті, опублікованої в журналі фінансово -кількісного аналізу, яка зробила найважливіший внесок у фінансову економіку       |

### Азія
| Країна         | Нагорода                                | Спонсор                                                       | Опис |
| -------------- | --------------------------------------- | ------------------------------------------------------------- | --- |
| Індія          | Нагороди Economic Times                 | The Economic Times                                            | Бізнес, корпоративна та державна політика, економіка Індії |
| Індонезія      | Нагороди Азії Cosmopolitan              | Економічний науково -дослідний інститут АСЕАН та Східної Азії | Окремі особи чи організації, які зробили значний і значний внесок у розвиток та збагачення Східно -Азіатського співтовариства у сфері культурної та економічної інтеграції, скорочення прогалин у розвитку та створення суспільства, що стабільно зростає в регіоні |
| Японія         | Премія Накахара                         | Японська економічна асоціація                                 | Японські економісти у віці до 45 років, чия праця отримала міжнародне визнання |
| Малайзія       | Королівська премія за ісламські фінанси | Центральний банк Малайзії, Комісія з цінних паперів Малайзії  | Одна виняткова особистість, яка досягла успіхів у просуванні ісламських фінансів у всьому світі завдяки видатним результатам та внеску |
| Південна Корея | Премія економіки РК Чо                  | Університет Йонсей                                            | Вчені в галузі економіки, які зробили внесок у розвиток вчених та освіти |

### Європа
| Country        | Award                                       | Sponsor                                                            | Description |
| -------------- | ------------------------------------------- | ------------------------------------------------------------------ | --- |
| Albania        | Governor's Award                            | Bank of Albania                                                    | Undergraduate dissertations of high scientific standards that concern crucial issues related to the Bank of Albania as well as issues related to the macroeconomic and financial frames of the state            |
| Europe         | Germán Bernácer Prize                       | Observatorio del Banco Central Europeo                             | Young economists who have made outstanding contributions in the fields of macroeconomics and finance |
| Europe         | Hicks-Tinbergen Award                       | European Economic Association                                      | Author(s) of the best article published in the EEA's journal |
| Finland        | Yrjö Jahnsson Award                         | Yrjö Jahnsson Foundation                                           | European economists under the age of 45 who have made a contribution in theoretical and applied research that is significant to the study of economics in Europe                                                |
| France         | Prix du meilleur jeune économiste de France | Le Monde, Cercle des économistes                                   | French economists under the age of 40 |
| France         | Social Choice and Welfare Prize             | Society for Social Choice and Welfare, University of Caen Normandy | One or two young scholars, under the age of 40, in the areas of social choice theory and welfare economics |
| Німеччина      | Deutsche Bank Prize in Financial Economics  | Deutsche Bank                                                      | Renowned researchers who have made influential contributions to the fields of finance and money and macroeconomics, and whose work has led to practical and policy-relevant results                             |
| Німеччина      | Премія Госсена                              | Асоціація соціальної політики                                      | Для економіста з німецькомовного регіону до 45 років, який своєю працею здобув міжнародну репутацію. |
| Німеччина      | Премія Густава Столпера                     | Асоціація соціальної політики                                      | Видатним ученим, які вплинули на суспільну дискусію про економічні відносини та проблеми завдяки результатам економічних досліджень і які зробили важливий внесок у розуміння та вирішення економічних проблем. |
| Німеччина      | Премія Рейнхарда Зелтена                    | Асоціація соціальної політики                                      | (Нагорода за найкращу статтю молодого автора) за внески, які характеризуються, зокрема, своєю оригінальністю, важливістю питання та чистою методологією. Премія присуджується авторам віком до 32 років.        |
| Німеччина      | Премія Карла Менгера                        | Асоціація соціальної політики                                      | «за інноваційні міжнародні дослідницькі досягнення в галузі монетарної макроекономіки, монетарної політики та монетарної політики»                                                                              |
| Німеччина      | H. C. Recktenwald Prize in Economics        | University of Erlangen-Nuremberg                                   | Academic economists. Awarded from 1995 to 2004 |
| Німеччина      | IZA Prize in Labor Economics                | IZA Institute of Labor Economics                                   | Outstanding academic achievement in the field of labor economics |
| Hungary        | John von Neumann Award                      | Rajk László College for Advanced Studies                           | Outstanding scholar in the exact social sciences, whose works have had substantial influence over a long period of time on the studies and intellectual activity of the students of the college                 |
| Italy, Spain   | Premio Tiepolo                              | Italian Chamber of Commerce and Industry in Spain                  | An Italian and a Spanish personality which have particularly distinguished for their job related to the integration and development of the economic-trade relations between Italy and Spain                     |
| Lithuania      | Vladas Jurgutis Award                       | Bank of Lithuania, Lithuanian Academy of Sciences                  | Significant works (published scientific articles, theses, monographs, textbooks, etc.) in the areas of Lithuanian economy and banking research                                                                  |
| Netherlands    | Kalai Prize                                 | Game Theory Society                                                | Outstanding articles at the interface of game theory and computer science |
| Spain          | Calvó-Armengol International Prize          | Barcelona Graduate School of Economics                             | Top researcher in economics or the social sciences younger than 40 years old for his or her contribution to the theory and comprehension of the mechanisms of social interaction                                |
| Sweden         | Assar Lindbeck Medal                        | Assar Lindbeck Foundation                                          | Economist(s) in Sweden under the age of 45 whose work have gained the most international recognition |
| Sweden         | Nobel Memorial Prize in Economic Sciences   | Nobel Prize                                                        | Outstanding contributions to the field of economics |
| United Kingdom | Adam Smith Prize                            | University of Cambridge                                            | Best performance in the Part IIB Economics Tripos examinations and dissertation |
| United Kingdom | Exeter Prize                                | University of Exeter Business School                               | Best paper published in the previous calendar year in a peer-reviewed journal in the fields of experimental economics, decision theory and behavioral economics                                                 |
| United Kingdom | T. S. Ashton Prize                          | Economic History Society                                           | Author of the best article accepted for publication in The Economic History Review |
| United Kingdom | William Smith Medal                         | Geological Society of London                                       | Outstanding research in applied or economic geology |
| United Kingdom | Wolfson Economics Prize                     | Simon Wolfson, Policy Exchange                                     | New thinking to address major economic policy issues that are not already subject to significant public discourse                                                                                               |
| United Kingdom | Young Economist of the Year                 | Royal Economic Society, Financial Times                            | High school students around the world taking economics courses submit a 1500-word short research paper on one of the economics topics announced annually by the host                                            |

## Нагороди за економічний розвиток
| Країна          | Нагорода                              | Спонсор                                       | Опис |
| --------------- | ------------------------------------- | --------------------------------------------- | --- |
| Сполучені Штати | Премія AGEUS за індивідуальний внесок | Щорічний саміт Європейського Союзу У Джорджиї | Особа, яка продемонструвала винятковий успіх та відданість справі сприяння зовнішньоекономічному розвитку штату Джорджія, США                                                                        |
| Індія           | Нагороди Economic Times               | The Economic Times                            | Бізнес, корпоративна та державна політика, економіка Індії |
| Польща          | Зала слави економіки Польщі           | FINEXA (Асоціація фінансових директорів)      | Польські економісти |
| Руанда          | Піонери процвітання                   | Руанда                                        | Підприємці в Африці, Карибському басейні та Центральній Америці, які створили багатство та інвестували у своє суспільство                                                                            |
| Міжнародний     | Премія Світового банку розвитку ринку | Світовий банк                                 | Інноваційні проекти на ранніх стадіях у всьому світі |
| Міжнародний     | Всесвітня премія Хабітат              | Фонд будівництва та соціального житла         | Проекти з глобального півдня, а також з півночі, які пропонують практичні, інноваційні та стійкі рішення поточних житлових потреб, які можна передати або адаптувати для використання в інших місцях |

## Дивись також
- Списки нагород
- Списки нагород за науку і техніку
- Перелік премій суспільних наук
- Список ділових та галузевих нагород